# Shibuya nights
Shibuya nights  is een livealbum van de Duitse muziekgroep Agitation Free. Zij speelde rond 1970 zogenaamde krautrock. Die stroming raakte nadien steeds verder uit beeld, maar deed het nog vel goed in het reüniecircuit en “golden oldies”. Het platenlabel Esoteric Recordings bracht veertig jaar nadien een aantal heruitgaven uit van de albums van Agitation Free en zag ook wel in de uitgave van een livealbum met muziek uitgevoerd tijdens een concert dat de band gaf in Tokio februari 2007. Verdere reünies zaten er niet in want Michael "Fame" Günther, de bassist, overleed in 2014. 

## Musici
- Michael Günther – basgitaar
- Michael Hoenig – toetsinstrumenten, synthesizers
- Gustl Lütjens – gitaar
- Burghard Rausch – slagwerk, percussie
- Lutz Graf Ulbrich – gitaar, ukelele

met
- Issey Ogata - ukelele

## Muziek
Bijna alle muziek is aan elkaar gelast.

| Nr. | Titel                                 | Duur |
| --- | ------------------------------------- | ---- |
| 1.  | You play for us today                 | 6:12 |
| 2.  | Sahara city                           | 2:48 |
| 3.  | In the silence of the morning sunrise | 6:22 |
| 4.  | Shibuya nights                        | 6:15 |
| 5.  | First communication                   | 6;25 |
| 6.  | Dialogue and random                   | 1:22 |
| 7.  | Ala Tul                               | 6:15 |
| 8.  | Laila                                 | 7:38 |
| 9.  | Nomads                                | 6:47 |
| 10. | A quiet walk                          | 6:27 |
| 11. | Das kleine Uhrwerk                    | 4:48 |
| 12. | Malesch                               | 5:42 |
| 13. | Drifting                              | 3:54 |
| 14. | Rücksturz                             | 2:57 |